# Eulstegbach
Der Eulstegbach ist ein knapp zwei Kilometer langer Zufluss des Petersbachs. Er entspringt südlich von Herrnhut am Waldbad Herrnhut im Eulbusch und fließt auf sandig-kiesigem Grund leicht mäandrierend  in südöstlicher Richtung. Der Bach verläuft dabei in einer etwa fünfzig Meter breiten Bachmulde mit geringem Gefälle und niedriger Fließgeschwindigkeit. Auf seinem Weg sammelt er das Wasser mehrerer kleiner Rinnsale, darunter das aus der 2005 von Schülern freigelegten und benannten Comeniusquelle, sowie von einem etwas größeren unbenannten Nebenbach aus nördlicher Richtung.
Bevor er nördlich von Euldorf in den Petersbach mündet, durchfließt der Eulstegbach den Forellenteich. Nur an der Mündung in diesen Teich und am Oberlauf weist der Bach eine naturnahe Uferbestockung und typische bachbegleitende Bodenvegetation auf. Der überwiegende Verlauf des Bachs führt jedoch durch Fichten-Jungbestände ohne nennenswerte Bodenvegetation.